# ناتشو روميرو
ناتشو روميرو (بالفرنسية: Nacho Romero)‏ (و. 1973  م) هو لاعب كرة سلة إسباني، ولد في بيدروتشي، قرطبة، شارك في ألعاب البحر الأبيض المتوسط 1997، وشارك في بطولة أمم أوروبا لكرة السلة 1999، مركز لعبه هو وسط.

## روابط خارجية
- ناتشو روميرو على موقع الاتحاد الدولي لكرة السلة (الإنجليزية)
- ناتشو روميرو على موقع الدوري الإسباني لكرة السلة (الإسبانية)
- ناتشو روميرو على موقع ريلجم (الإنجليزية)
- ناتشو روميرو على موقع بروبوليرز (الإنجليزية)
- ناتشو روميرو على موقع سبورتس رفرنس (الإنجليزية)